# Kính hiển vi quét xuyên hầm

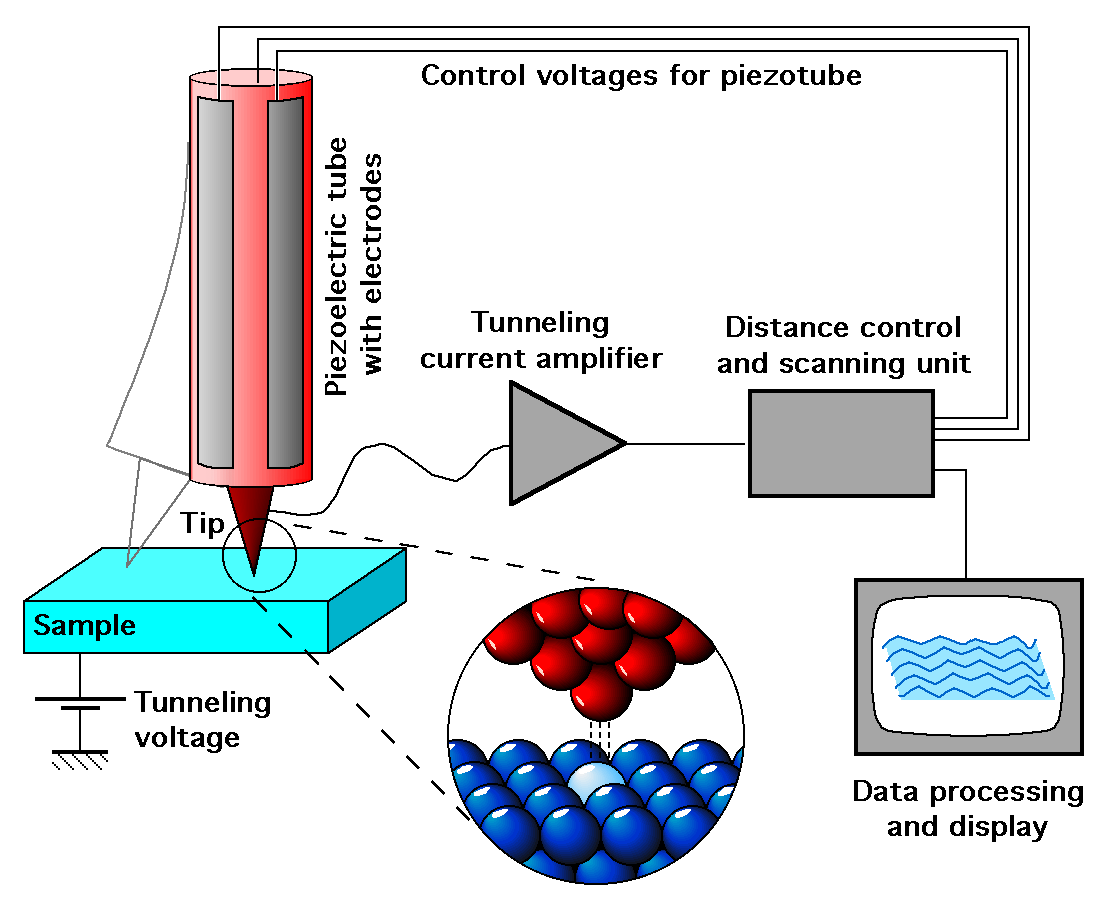
Nguyên lý hoạt động của kính hiển vi quét chui hầm

Kính hiển vi quét xuyên hầm, hay kính hiển vi quét chui hầm (tiếng Anh: Scanning tunneling microscope, viết tắt là STM) là một loại kính hiển vi phi quang học, được sử dụng để quan sát hình thái học bề mặt của vật rắn hoạt động dựa trên việc ghi lại dòng xuyên hầm của điện tử khi sử dụng một mũi dò quét trên bề mặt mẫu. STM là một công cụ mạnh để quan sát cấu trúc bề mặt của vật rắn với độ phân giải tới cấp độ nguyên tử. STM lần đầu được phát minh năm 1981 và hai nhà phát minh ra thiết bị này là Gerd Binnig và Heinrich Rohrer (IBM, Zürich) đã giành giải Nobel Vật lý năm 1986 cho phát minh này.

## Nguyên lý hoạt động của STM
STM là thiết bị quan sát vi cấu trúc bề mặt thuộc về nhóm thiết bị kính hiển vi quét đầu dò, tức là việc ghi ảnh dựa trên nguyên tắc quét đầu dò trên bề mặt. STM sử dụng một mũi dò nhọn mà đầu của mũi dò có kích thước là một nguyên tử, quét rất gần bề mặt mẫu. Khi đầu dò được quét trên bề mặt mẫu, sẽ xuất hiện các điện tử di chuyển từ bề mặt mẫu sang mũi dò do hiệu ứng xuyên hầm lượng tử và việc ghi lại dòng chui hầm (do một hiệu điện thế đặt giữa mũi dò và mẫu) này sẽ cho các thông tin về cấu trúc bề mặt.
Tại mỗi vị trí mũi dò quét trên mẫu, có thể coi điện tử chuyển động theo dạng một chiều và tuân theo phương trình Schrödinger
{\displaystyle -{\frac {\hbar ^{2}}{2m}}{\frac {\partial ^{2}\psi _{n}(z)}{\partial z^{2}}}+U(z)\psi _{n}(z)=E\psi _{n}(z)},

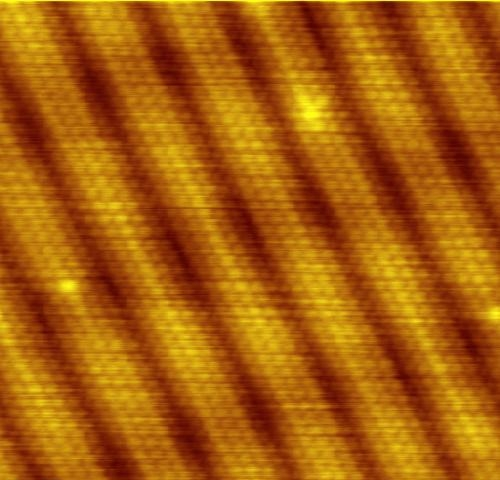
Ảnh chụp bề mặt mẫu tinh thể vàng bởi STM.

với ħ là hằng số Planck, z là vị trí, m là khối lượng của điện tử. Nếu một điện tử có năng lượng E gặp hàng rào năng lượng U thì hàm sóng sẽ là nghiệm của phương trình Schrödinger:
{\displaystyle \psi _{n}(z)=\psi _{n}(0)e^{\pm ikz}},
với
{\displaystyle k={\frac {\sqrt {2m(E-U)}}{\hbar }}}
Nếu năng lượng E của điện tử thấp hơn rào thế thì theo quan niệm cổ điển, điện tử sẽ không thể có mặt ở phía bên kia rào thế (đi tới mũi dò). Tuy nhiên, theo quan điểm cơ học lượng tử, vẫn tồn tại giá trị hàm sóng của điện tử ở bên kia rào thế, tức là có xác suất tìm thấy điện tử bên ngoài rào thế. Đây chính là hiệu ứng xuyên hầm lượng tử, và xác suất này cho bởi:
{\displaystyle P\propto |\psi _{n}(0)|^{2}e^{-2\kappa W}}
Và như vậy, nếu đặt một hiệu điện thế giữa mũi dò và mẫu thì sẽ xuất hiện một dòng xuyên hầm cho bởi:
{\displaystyle I\propto \sum _{E_{f}-eV}^{E_{f}}|\psi _{n}(0)|^{2}e^{-2\kappa W}}.
Tính toán đã xác định dòng xuyên hầm tỉ lệ với thế hiệu dịch theo công thức:
{\displaystyle I\propto V\rho _{s}(0,E_{f})e^{-2\kappa W}}
với:
{\displaystyle \rho _{s}(z,E)={\frac {1}{\epsilon }}\sum _{E-\epsilon }^{E}|\psi _{n}(z)|^{2}}, {\displaystyle E_{f}} là mức năng lượng Fermi.
{\displaystyle I={\frac {4\pi e}{\hbar }}\int _{-\infty }^{+\infty }[f(E_{f}-eV)-f(E_{f}+\epsilon )]\rho _{s}(E_{f}-eV+\epsilon )\rho _{T}(E_{f}+\epsilon )|M|^{2}d\epsilon },
Với f là hàm Fermi, ρs và ρT là mật độ trạng thái ở mẫu và mũi dò .

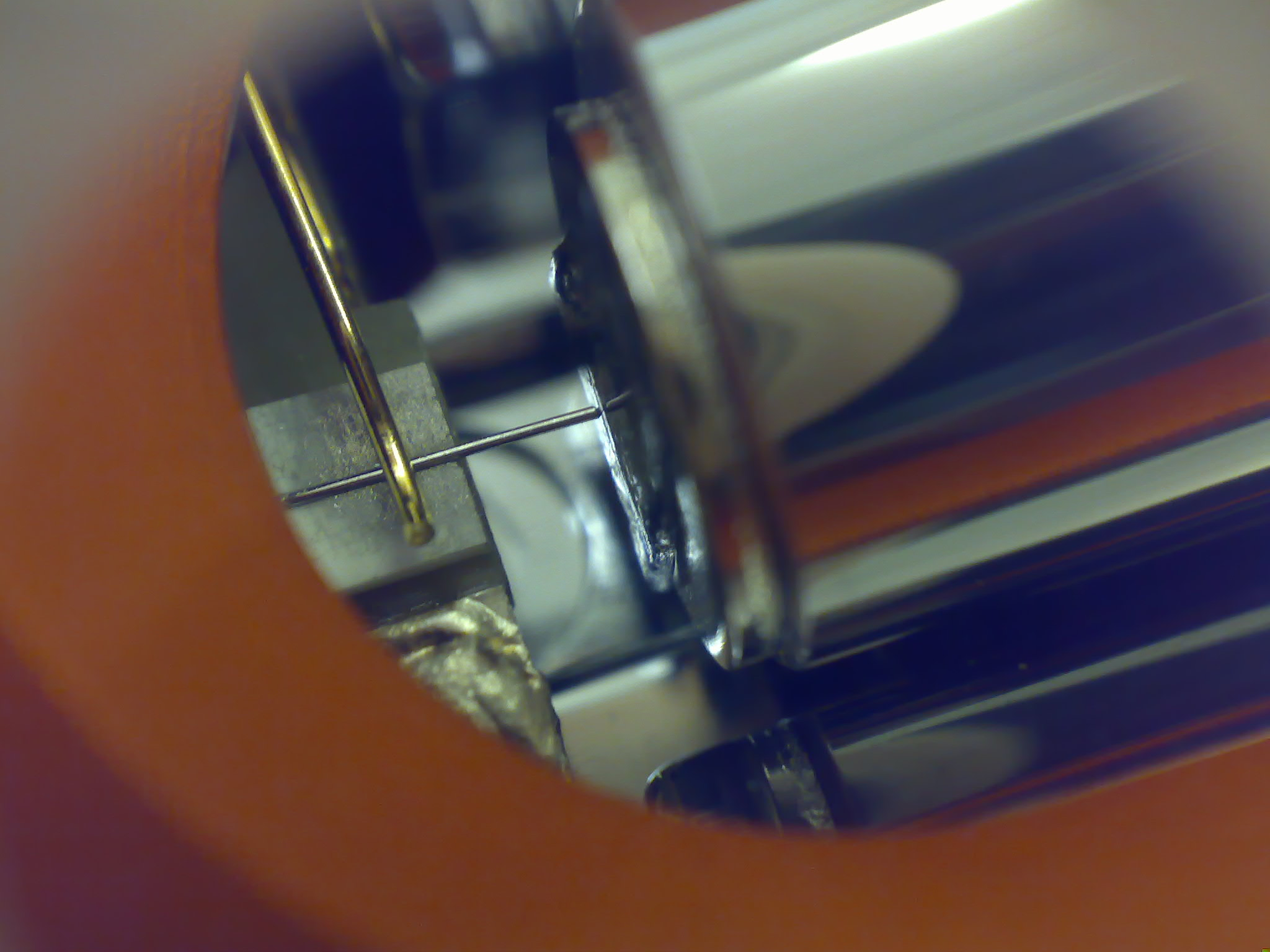
Ảnh chụp gần mẫu đang được quét đầu dò trong thiết bị STM tại Đại học St Andrews, Scotland.

Việc quét mũi dò trên bề mặt tạo ra dòng xuyên hầm, và tín hiệu này được khuếch đại. Tín hiệu này sẽ cho thông tin về hình thái học bề mặt với độ phân giải ở cấp độ nguyên tử. Độ phân giải của thiết bị phụ thuộc vào khả năng quét (bước quét) và tiết diện ngang của mũi dò tạo dòng xuyên hầm. Trong thực tế, để tạo bước quét tinh tế, người ta gắn mẫu vào một bộ dao động là vật liệu áp điện. Khi có các tín hiệu điện điều khiển đặt vào bộ áp điện này, khối áp điện sẽ bị giãn nở do hiệu ứng áp điện làm dịch chuyển mũi dò. Đồng thời, để tăng khả năng xuyên hầm của điện tử, hệ được đặt trong chân không cao.

## Lịch sử và các dạng khác của STM
Lịch sử của STM bắt đầu từ năm 1981 với các thí nghiệm về quá trình chui hầm trong môi trường không khí thực hiện bởi Gerd Binnig và Heinrich Rohrer (IBM, Zürich) và nâng cấp các hiệu ứng này trong chân không, kết hợp với quá trình quét để tạo ra STM vào năm 1982 . STM được hoàn chỉnh vào cuối năm 1982 và bắt đầu được thương mại hóa ,. Lý thuyết về quá trình chui hầm trong STM được phát triển bởi N. García, C. Ocal, và F. Flores (Đại học Autónoma, Madrid, Tây Ban Nha) từ năm 1983  và bởi nhóm J. Tersoff và D. R. Hamann (AT&T Bell Laboratories, Murray Hill, New Jersey) vào năm 1984 . Năm 1986, G. Binnig và H. Rohrer hoàn thiện thế hệ STM thứ 4 và giành giải Nobel Vật lý cho phát minh này.
Ngoài việc phân tích hình thái học bề mặt, STM còn được cải tiến để tạo thành nhiều tính năng khác. Trong kỹ thuật chụp ảnh từ, người ta cải tiến STM bằng cách phủ các vật liệu từ trên mũi dò để ghi nhận dòng điện tử xuyên hầm bị phân cực spin, cho phép ghi nhận cấu trúc từ bề mặt với độ phân giải rất cao . Thiết bị này được gọi là Kính hiển vi quét xuyên hầm phân cực spin (Spin-polarized scanning tunnelling microscopd). Ngoài ra, người ta còn có thể tạo ra các tính năng chui hầm khác ví dụ như chui hầm với photon hoặc ghi nhận hiệu điện thế để có các phân tích bổ sung khác...
Một trong những tính năng khác đang được phát triển gần đây của STM là việc thao tác các nguyên tử với độ chính xác cao trên bề mặt vật rắn, cho phép tạo các chi tiết siêu nhỏ với độ chính xác cao và đang trở thành một phép chế tạo quan trọng trong công nghệ nano .

## Ưu điểm và nhược điểm

### Ưu điểm của STM
- STM là một kỹ thuật ghi ảnh hình thái học và cấu trúc (cấu trúc vật lý, cấu trúc điện từ...) bề mặt với độ phân giải rất cao và cho ảnh chất lượng cao.
- STM không đòi hỏi việc phá hủy mẫu như kính hiển vi điện tử truyền qua (thiết bị chụp ảnh với độ phân giải tương đương).
- STM còn cho phép tạo ra các phép thao tác trên bề mặt cho quá trình chế tạo.

### Nhược điểm của STM
- Mẫu sử dụng trong STM phải là mẫu dẫn điện hoặc bán dẫn.
- Việc đo đạc STM đòi hỏi bề mặt mẫu siêu sạch và việc chống rung là một đòi hỏi lớn.
- Tốc độ ghi ảnh trong STM thấp.
- STM chỉ giới hạn cho cấu trúc bề mặt